# Nathan Goff

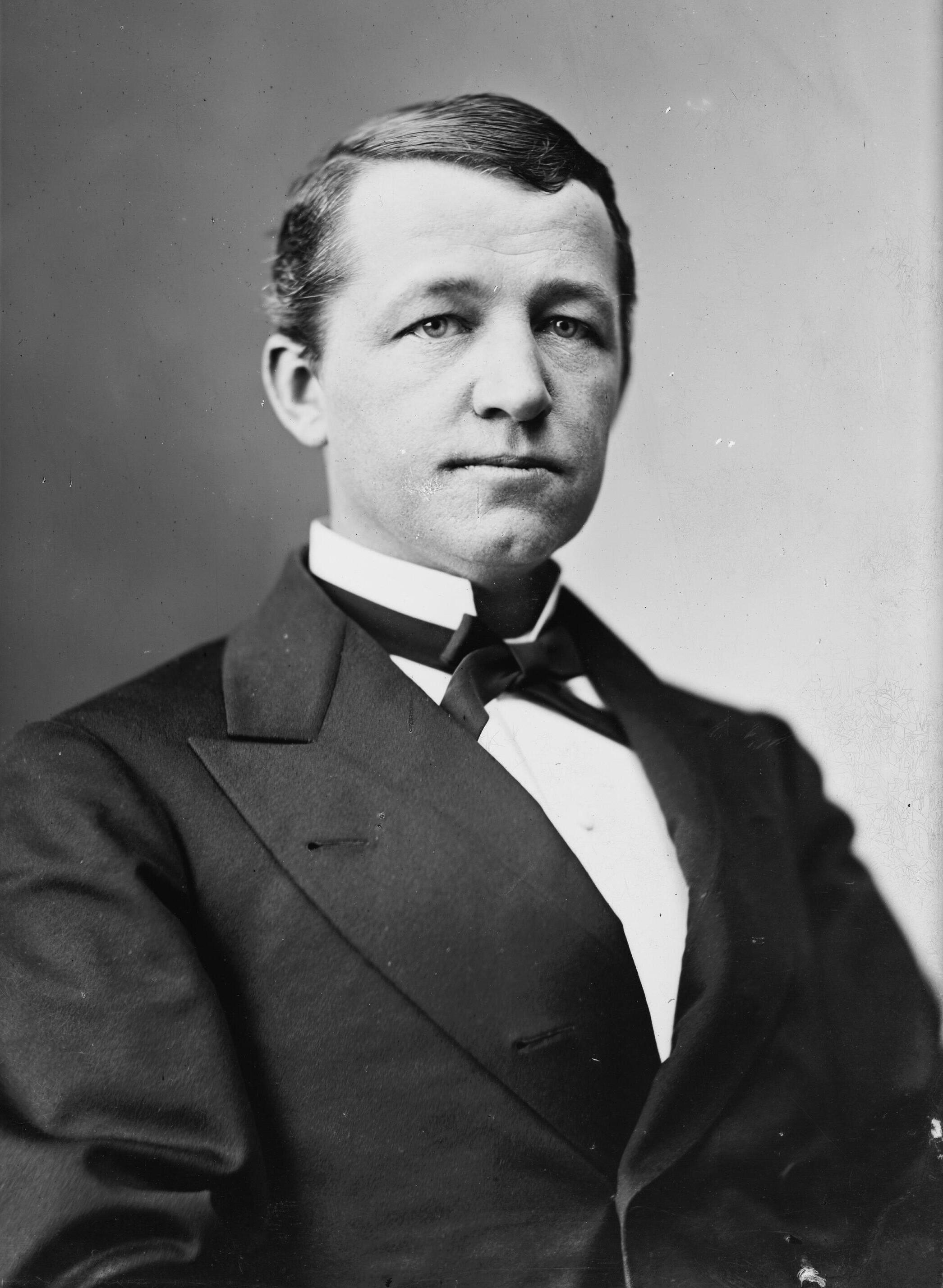
Nathan Goff

Nathan Goff Jr. (* 9. Februar 1843 in Clarksburg, Virginia; † 24. April 1920 ebenda) war ein US-amerikanischer Jurist und Politiker (Republikanische Partei), der als Marineminister dem Kabinett von US-Präsident Rutherford B. Hayes angehörte und den Bundesstaat West Virginia in beiden Kammern des Kongresses vertrat.

## Leben
Goff wurde in Clarksburg geboren, das später ein Teil des neuen Bundesstaates West Virginia wurde. Er besuchte die dortige Privatschule, ehe er ein Studium an der Georgetown University in Washington aufnahm und seinen Jura-Abschluss an der City University of New York machte. Nach dem Ausbruch des Bürgerkrieges im Jahr 1861 trat Goff der Unionsarmee bei. Er diente in einem Infanterieregiment aus Virginia; später wurde er Major der West Virginia Volunteer Cavalry. Nachdem der Krieg beendet war, wurde Goff Mitglied der Anwaltskammer und eröffnete eine Kanzlei.

## Öffentliche Ämter
Im politischen Geschehen von West Virginia wurde Nathan Goffs Name schnell bekannter. Von 1867 bis 1868 saß er im Abgeordnetenhaus des Staates. Es folgte eine bis 1881 andauernde Amtszeit als Bundesstaatsanwalt für West Virginia. Diesen Posten legte er nieder, nachdem ihn Präsident Hayes als Secretary of the Navy in sein Kabinett berufen hatte. Goff folgte dem zurückgetretenen Richard W. Thompson, übte das Amt aber nur noch zwei Monate lang bis zum Ende von Hayes’ Präsidentschaft am 4. März 1881 aus.
Er arbeitete in der Folge wieder als Bundesstaatsanwalt, kehrte aber schon 1882 nach Washington zurück, nachdem er als Vertreter seines Staates ins US-Repräsentantenhaus gewählt worden war. Zwei vorherige Versuche waren 1870 und 1874 fehlgeschlagen, ebenso wie im Jahr sein Versuch, zum Gouverneur von West Virginia gewählt zu werden. Goff wurde zweimal wiedergewählt, verzichtete 1888 aber auf eine erneute Nominierung, weil er – wieder ohne Erfolg – als Gouverneur kandidierte, sodass er den Kongress am 3. März 1889 verlassen musste.
Von 1892 bis 1913 übte Nathan Goff das Amt eines Richters am Bundesberufungsgericht für den vierten Gerichtskreis aus, ehe er noch einmal politisch aktiv wurde. 1912 wurde er in den US-Senat gewählt; jedoch trat er sein Amt erst mit einem Monat Verzögerung am 1. April 1913 an, da er zunächst noch seinen Pflichten als Richter nachkommen wollte. Er verblieb bis zum 3. März 1919 im Senat und verzichtete auf eine erneute Kandidatur. Im folgenden Jahr verstarb Goff als letztes noch lebendes Mitglied der Hayes-Regierung in seiner Heimatstadt Clarksburg.

## Würdigung
Der im Zweiten Weltkrieg eingesetzte Zerstörer USS Goff (DD-247) wurde nach dem kurzzeitigen Marineminister benannt.

## Familie
Am 7. November 1865 heiratete Goff Laura Ellen Despard (1842–1918). Sie hatten zwei Söhne, Guy D. Goff, der von 1925 bis 1931 dem US-Senat angehörte (seine Tochter Louise Goff Reece gehörte von 1961 bis 1963 zum US-Repräsentantenhaus) und Dr. Waldo Percy Goff (1870–1922), dessen Ehefrau, Caroline Woods Bassel, eine Schwester von Ellen Bassel Davis, der zweiten Ehefrau des US-Präsidentschaftskandidaten von 1924 John W. Davis, war.